# Vanga blau de Madagascar
El vanga blau (Cyanolanius madagascarinus) és una espècie d'ocell de la família dels vàngids (Vangidae).

## Hàbitat i distribució
Habita zones amb arbres o arbusts a les terres baixes del nord i est de Madagascar.